# اللوشيرنيس تريبوليتانوس
اللوشيرنيس تريبوليتانوس وهي خاصيّة في العقرب الزائف وهو من العائلة اللتي تضمن تشيرنيتيداي.

## التوزيع
هذه المنطقة هي توطن من ليبيا. وتوجد أيضاً حول مصراتة.

## أصل الكلمة
أطلق عليها اسم نوعها نسبة إلى مكان اكتشافها طرابلس.

## المشاركة الأصلية
- بيير، 1954: متحف العقرب الكاذب الجديد من جينويزر. من حوليات المتحف المدني للتاريخ الطبيعي في جنوة، vol. 66، ص. 324-330

.

## روابط خارجية
- (بالإنجليزية) مرجع المكتبة الحيوية (BioLib) : Allochernes tripolitanus  Beier, 1954
- (بالإنجليزية) مرجع دليل الحياة : Allochernes tripolitanus Beier, 1954
- (بالfr+en) مرجع نظام المعلومات التصنيفية المتكامل (ITIS) : Allochernes tripolitanus  Beier, 1954